# Balder (färja)
M/S Balder är en svensk arbetsfärja, som ursprungligen byggdes 1943 av Lidingö Nya Warv & Werkstäder som färja J321 till Kustartilleriet.
Marinen beställde under andra världskriget M/S Balder och tre andra färjor för artilleritransporter för Kustartilleriet. Balder  lånades från 1947 ut till Statens Järnvägar som färja mellan Kalmar och Färjestaden på Öland. På däcken kunde provisorisk räls byggas upp på träslipers för att frakta smalspåriga järnvägsvagnar från Ölands Järnvägar med spårvidden 891 millimeter och även normalspårsvagnar. Även systerfärjan Ane lånades och togs i drift 1950. De efterträddes 1957–1962 av den nybyggda tågfärjan M/S Bure.
Balder såldes 1985 av FFV Överskott till Olle Granath på Ormön i Östhammars kommun och omdöptes till Balder av Ormön. Hon bedrev sedan godstrafik i Stockholms norra skärgård. Åren 2011–2015 ägdes Balder av R. Palmblads Marinservice AB i Höllviken, omdöpt till Balder av Brantevik. Hon såldes 2015 vidare till Ö-transporter AB i Dalarö och omdöptes till Balder Dalarö.